# Trabea

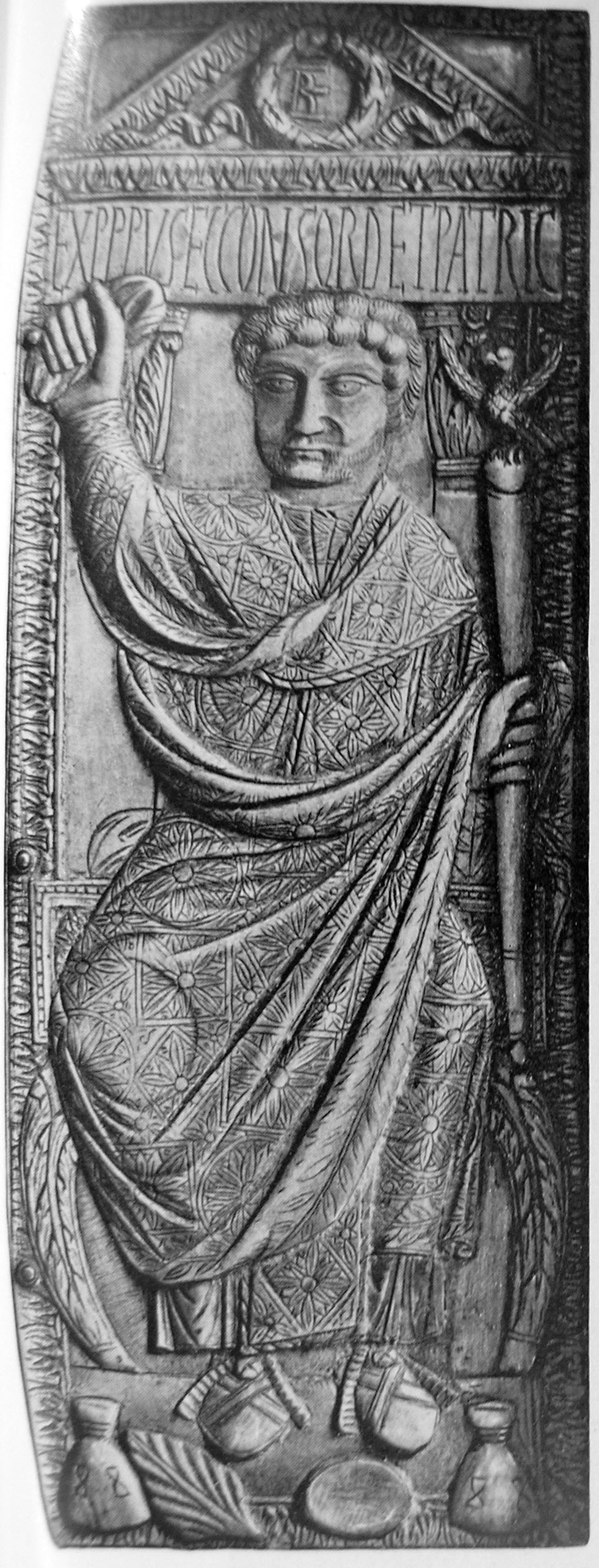
Der Konsul des Jahres 487, Boethius, in seiner Trabea

Trabea (Plural trabeae) bezeichnete in Rom die mit breiten Purpurstreifen verbrämte Toga besonders hochgestellter Persönlichkeiten. Sie wurde ursprünglich angeblich von den Königen getragen, in historischer Zeit dann bei besonderen Gelegenheiten zunächst vor allem von römischen Rittern (equites). Gelegentlich wurde auch der römische Ritterstand selbst so genannt.
Das Adjektiv trabeatus bezeichnete einen Mann, der sich im Staatskleid befand. In der Spätantike wurde die Trabea dann immer prunkvoller und wurde auch als toga picta („Bunte Toga“) bezeichnet; sie wurde nun das typische Amtsgewand der Konsuln. Diese traten öffentlich, etwa bei der Eröffnung von Wagenrennen, in der Regel in der Trabea auf; diese wurde nun direkt vom Kaiser verliehen und jeweils individuell gestaltet.